# 설원대
설원대(1998년 4월 28일~)는 대한민국의 가수이자, 과거 대한민국의 보이 그룹 DKZ의 멤버였다.